# Eunom (metge)
Eunom (en llatí Eunomus, en grec antic Εὔνομος) era un metge grec que devia viure al segle i aC o una mica abans. Asclepíades Farmació cita una de les seves fórmules mèdiques, com diu Galè. A la cita de Galè diu Εὔνομος ὁ Ἀσκληπιάδης, i probablement hauríem de llegir Εὔνομος ὁ Ἀσκληπιάδειοσ, és a dir, un seguidor d'Asclepíades de Bitínia, que va viure també al segle I aC.